# Canada aux Jeux paralympiques d'été de 2016
Le Canada participe aux Jeux paralympiques d'été de 2016 à Rio de Janeiro. Il s'agit de la treizième participation de ce pays aux Jeux paralympiques d'été. 162 athlètes canadiens sont présents. La délégation canadienne est présente dans 19 des 22 sports.

## Médailles

### Médailles d'or
| Sport      | Discipline                  | Athlète(s)        | Performance  | Date         |
| ---------- | --------------------------- | ----------------- | ------------ | ------------ |
| Athlétisme | 100 m T53 hommes            | Brent Lakatos     |              | 9 septembre  |
| Athlétisme | 400 m T52 femmes            | Michelle Stilwell |              | 10 septembre |
| Athlétisme | 100 m T52 femmes            | Michelle Stilwell |              | 17 septembre |
| Cyclisme   | Contre-la-montre C2 hommes  | Tristen Chernove  |              | 14 septembre |
| Natation   | 50 m nage libre S10 femmes  | Aurélie Rivard    |              | 9 septembre  |
| Natation   | 100 m nage libre S10 femmes | Aurélie Rivard    | 59 s 31 (RP) | 13 septembre |
| Natation   | 400 m nage libre S10 femmes | Aurélie Rivard    |              | 15 septembre |
| Natation   | 100 m brasse SB8 femmes     | Katarina Roxon    |              | 14 septembre |

### Médailles d'argent
| Sport      | Discipline                        | Athlète(s)                | Performance | Date         |
| ---------- | --------------------------------- | ------------------------- | ----------- | ------------ |
| Athlétisme | Lancer du javelot F44             | Alister McQueen           |             | 9 septembre  |
| Athlétisme | 1500 m T37 hommes                 | Liam Stanley              |             | 11 septembre |
| Athlétisme | 400 m T53 hommes                  | Brent Lakatos             |             | 11 septembre |
| Cyclisme   | Poursuite C2 hommes               | Tristen Chernove          |             | 9 septembre  |
| Cyclisme   | Poursuite C1 hommes               | Ross Wilson               |             | 9 septembre  |
| Cyclisme   | Contre-la-montre C1 hommes        | Ross Wilson               |             | 14 septembre |
| Natation   | 200 m nage libre S10 femmes       | Aurélie Rivard            |             | 11 septembre |
| Natation   | 200 m nage libre S7 femmes        | Tess Routliffe            |             | 13 septembre |
| Triathlon  | PT4 hommes                        | Stefan Daniel             |             | 10 septembre |
| Voile      | Quillard deux équipiers - SKUD 18 | John McRoberts Jackie Gay |             | 17 septembre |

### Médailles de bronze
| Sport      | Discipline                         | Athlète(s)                                                               | Performance | Date         |
| ---------- | ---------------------------------- | ------------------------------------------------------------------------ | ----------- | ------------ |
| Aviron     | Quatre barré LTA                   | Andrew Todd Curtis Halladay Kristen Kit Meghan Montgomery Victoria Nolan |             | 11 septembre |
| Athlétisme | 800 m T53 hommes                   | Brent Lakatos                                                            |             | 15 septembre |
| Athlétisme | 4 x 400 m relais                   | Alexandre Dupont Brent Lakatos Tristan Smyth Curtis Thom                 |             | 17 septembre |
| Cyclisme   | Contre-la-montre H3 hommes         | Charles Moreau                                                           |             | 14 septembre |
| Cyclisme   |                                    | Charles Moreau                                                           |             | 15 septembre |
| Cyclisme   | Contre-la-montre 1000m C1-3 hommes | Tristen Chernove                                                         |             | 10 septembre |
| Cyclisme   | Contre-la-montre C3 hommes         | Michael Sametz                                                           |             | 14 septembre |
| Cyclisme   | Contre-la-montre T1-2 femmes       | Shelley Gautier                                                          |             | 14 septembre |
| Natation   | 400 m nage libre S10 hommes        | Benoit Huot                                                              |             | 15 septembre |
| Natation   | 100 m dos S13 hommes               | Nicholas-Guy Turbide                                                     |             | 17 septembre |
| Voile      | Quillard trois équipiers - Sonar   | Logan Campbell Paul Tingley Scott Lutes                                  |             | 17 septembre |